# Palerme-Milan aller simple
Pour plus de détails, voir Fiche technique et Distribution.
Palerme-Milan aller simple (Palermo Milano - Solo andata) est un film policier politique italien réalisé par Claudio Fragasso et sorti en 1995.
Le film a été présenté en avant-première à la Mostra de Venise 1995. Il a remporté les David di Donatello du meilleur son et du meilleur producteur. En 2007 sort une suite du même réalisateur intitulée Milano Palermo - Il ritorno (it).

## Synopsis
Au cours d'un interrogatoire présidé par le juge Laurenti, le mafieux Marinnà mentionne le nom de l'insoupçonnable Turi Arcangelo Leofonte, surnommé « le comptable de la mafia » en raison de ses relations avec le crime organisé. Il est décidé de transférer Leofonte de Palerme à Milan pour témoigner contre le puissant parrain Scalia, membre du clan des Corleonesi et en affaires avec la sacra corona unita. Une escorte policière est constituée, dirigée par le jeune mais déjà expérimenté commissaire Nino Di Venanzio, et composée des agents Remo Matteotti, Tarcisio Proietti, Saro Ligresti, Paola Terenzi, Valerio Barreca et Maria Pia Di Meo, qui effectuent tous leur première mission de ce type.
L'opération, baptisée « Ulysse », consiste à aller chercher la famille Leofonte à son domicile et à l'emmener à l'aéroport, en suivant l'itinéraire Palerme-Capaci-Cinisi-Punta Raisi. L'équipe est divisée en trois patrouilles : la première, composée de Nino Di Venanzio, Paola Terenzi et Saro Ligresti, est chargée d'escorter Turi Arcangelo Leofonte ; la deuxième, composée de Valerio Barreca et Maria Pia Di Meo, est chargée d'escorter leur jeune fils Nicola et sa mère Franca Gravina ; la troisième, composée de Remo Matteotti et Tarcisio Proietti, est chargée d'aller chercher Chiara, la fille de Leofonte âgée de 17 ans, à une fête et de l'escorter en même temps que les autres.
Au cours du transport vers l'aéroport, les deux premières équipes sont prises en embuscade et les agents Barreca et Di Meo, ainsi que Franca Leofonte et son fils Nicola, perdent la vie, touchés par les balles. Di Venanzio téléphone à la troisième brigade pour prévenir ses collègues de ce qui s'est passé, en leur indiquant un autre lieu de rendez-vous et en leur ordonnant de ne pas en informer Chiara. Il téléphone ensuite au juge Laurenti pour l'avertir que les équipes escorteront la famille Leofonte directement à Milan.
La nuit même où Leofonte est contacté, une violente querelle éclate dans la prison, qui se solde par l'assassinat de treize transfuges, dont Marinnà lui-même ; Turi Leofonte n'a plus personne pour l'accuser et peut donc refuser de coopérer avec la justice. Par la suite, Leofonte, au moyen d'un stratagème, fait savoir par téléphone à l'un des affiliés du parrain qu'il se vengera de la mort de sa femme et de son fils, non seulement en révélant toutes les tractations cachées de Scalia, mais surtout en jurant de n'épargner que ceux qui n'ont pas été impliqués, directement ou non, dans l'assassinat.
Au cours du voyage, dans les Pouilles, en accord avec le juge Laurenti, Di Venanzio décide de rencontrer une autre escorte dans un hôtel. Saro Ligresti reçoit un appel de Zangardi, l'homme qu'il devait rencontrer, l'informant qu'il a lui aussi été victime d'un attentat et que les personnes présentes à l'hôtel sont en fait des assassins. Après une fusillade sanglante, l'équipe de Di Venanzio parvient à s'échapper. Di Venanzio décide de poursuivre son voyage en train. Une brève idylle naît entre Tarcisio et Chiara.
Le lendemain, l'escorte décide de louer deux voitures mais, lors d'un arrêt sur l'autoroute, Tarcisio reconnaît un homme déjà présent lors de l'embuscade à l'hôtel : une violente fusillade éclate, au cours de laquelle Tarcisio perd également la vie. Par la suite, Di Venanzio laisse une des voitures devant un hôtel afin de tromper les tueurs à gages qui s'étaient échappés plus tôt, tandis que l'équipe arrive à Milan en autocar, qui reste cependant bloqué dans les embouteillages à cause d'un défilé de carnaval. Di Venanzio décide alors de descendre du car et de se rendre à pied au palais de justice. Toute l'équipe, armée jusqu'aux dents, se met alors en route, se faisant immédiatement remarquer par de nombreux groupes de policiers et de financiers qui les rejoignent en cours de route. La grande escorte traverse la Galleria Vittorio Emanuele II et la Piazza del Duomo à Milan, sous le regard étonné des passants, jusqu'à ce que Leofonte arrive devant le juge.

## Fiche technique
- Titre français : Palerme-Milan aller simple[2]
- Titre original italien : Palermo Milano - Solo andata[3]
- Réalisateur : Claudio Fragasso
- Scénario : Claudio Fragasso, Rossella Drudi (it)
- Photographie : Giancarlo Ferrando (it)
- Montage : Ugo De Rossi (it)
- Musique : Pino Donaggio
- Effets spéciaux : Paolo Ricci
- Décors : Paolo Innocenzi (it)
- Costumes : Stefano Giambanco
- Maquillage : Luisa Di Fraia
- Production : Roberto Di Girolamo, Pietro Innocenzi
- Société de production : Globe Films, Production Group
- Pays de production :  Italie
- Langue originale : italien
- Format : Couleurs - Son Dolby Surround - 35 mm
- Durée : 109 minutes
- Genre : Film policier politique
- Dates de sortie :
  - Italie : 8 septembre 1995 (Mostra de Venise 1995) ; 2 février 1996 (sortie nationale)
  - France : 19 mars 1996 (Festival du film d'aventures de Valenciennes) ; 30 juillet 1997 (sortie nationale)

## Distribution
- Giancarlo Giannini : Turi Archange Leofonte
- Raoul Bova : Nino Di Venanzio
- Ricky Memphis : Remo Matteotti
- Romina Mondello : Chiara Leofonte
- Rosalinda Celentano : Paola Terenzi
- Francesco Benigno : Saro Ligresti
- Stefania Sandrelli : Franca Leofonte
- Stefania Rocca : Maria Pia Di Meo
- Tony Sperandeo : Marinnà
- Valerio Mastandrea : Tarcisio Proietti
- Paolo Calissano : Valerio Barreca
- Aldo Massasso : Juge Laurenti
- Maurizio Aiello : Salviati
- Omero Capanna : tueur à gages au restaurant
- Riccardo Serventi Longhi : tueur à gages avec l'éperon
- Fausto Lombardi : Zangardi
- Pasquale Anselmo : Felice Ligresti

## Production
Le lieu de l'attentat contre Leofonte est la Piazza dell'Anfiteatro à Lucques, qui devient toutefois un lieu sicilien dans la fiction cinématographique ; en outre, la séquence de la tentative d'évasion de Chiara se déroule également dans la ville toscane. Les scènes dans les Pouilles ont été tournées à Ostuni, Fasano et Brindisi.

## Distinctions
- 1996 - David di Donatello
  - Meilleur producteur à Pietro Innocenzi et Roberto Di Girolamo
  - Meilleur ingénieur du son direct à Giancarlo Laurenzi

- 1996 - Globes d'or
  - Meilleure musique à Pino Donaggio

- 1996 - Festival du film d'aventures de Valenciennes
  - Prix du meilleur film à Claudio Fragasso
  - Prix du public à Claudio Fragasso